# Dunkelgrauer Eckflügelspanner

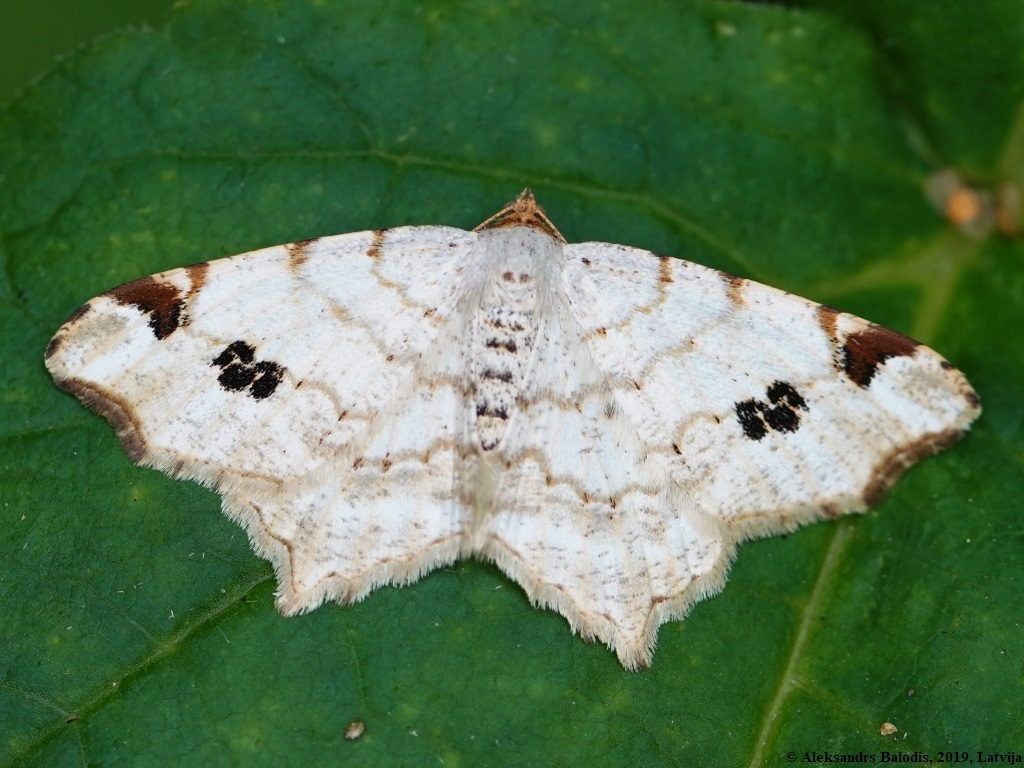
Hellgrauer Eckflügelspanner (zum Vergleich)

Der Dunkelgraue Eckflügelspanner (Macaria alternata, Syn.: Semiothisa alternaria) ist ein Schmetterling aus der Familie der Spanner (Geometridae). Der Artname
leitet sich vom lateinischen Wort alternus mit der Bedeutung „einer nach dem andern“ ab und bezieht sich auf die Ähnlichkeit mit dem in der Nomenklatur benachbarten Hellgrauen Eckflügelspanner (Macaria notata).

## Merkmale

### Falter
Die Flügelspannweite der Falter beträgt 22 bis 30 Millimeter. Zwischen den Geschlechtern besteht kein Sexualdimorphismus. Der Außenrand der Vorderflügel ist im oberen Drittel unterhalb des Apex stark konkav und mit schwarzen Fransen versehen. Sämtliche Flügel haben eine dunkelgraue Grundfarbe und sind mit einer feinen, mehr oder weniger stark ausgeprägten braunen Querstrichelung versehen. Am Vorderrand sowie neben der Zelle heben sich große schwarze Flecke ab, die durch eine blaugraue Binde verbunden sind. Diese Binde setzt sich auf den Hinterflügeln fort, die außerdem schwanzartig verlängerten Spitzen am Analwinkel zeigen.

### Raupe
Ausgewachsene Raupen haben eine grünliche bis bräunliche Farbe. An den Seiten heben sich dreieckige rotbraune Flecke ab.

### Ähnliche Arten
Beim insgesamt heller gefärbten Hellgrauen Eckflügelspanner (Macaria notata) ist die dunkle Binde auf der Vorderflügeloberseite nur schwach ausgebildet und fehlt auf der Hinterflügeloberseite meist gänzlich. Der Außenrand der Vorderflügel ist im oberen Drittel unterhalb des Apex nur schwach konkav und mit braunen Fransen versehen. Der dunkle Fleck neben der Zelle ist in der Regel größer als bei Macaria alternata.

## Verbreitung und Lebensraum
Das Verbreitungsgebiet des Dunkelgrauen Eckflügelspanners erstreckt sich durch Europa, einschließlich der Britischen Inseln bis zum Amur. Im Norden reicht das Vorkommen über den Polarkreis hinaus. Hauptlebensraum sind lichte Laubwälder und Schonungen sowie buschige Moore und Heiden. In den Nord- und Zentralalpen steigt die Art bis auf 1300, in den Südalpen bis auf 1600 Meter Höhe.

## Lebensweise
Die Falter sind überwiegend nachtaktiv und fliegen in zwei Generationen in den Monaten April bis September. Zuweilen überschneiden sich die Generationen. Nachts erscheinen die Falter an künstlichen Lichtquellen, überwiegend die Männchen. Die Raupen ernähren sich von den Blättern verschiedener Pflanzen, beispielsweise von Weidenarten (Salix),  Hänge-Birke (Betula pendula), Stieleiche (Quercus robur), Traubenkirsche (Prunus padus), Schlehdorn (Prunus spinosa), Faulbaum (Rhamnus frangula), Sanddorn (Hippophae rhamnoides) oder Kreuzdorn (Rhamnus). Sie wurden auch an Platterbsen (Lathyrus) und Sumpfporst (Rhododendron tomentosum) gefunden. Die Art überwintert in der zweiten Generation im Puppenstadium.